# Хронологія поширення COVID-19 (вересень 2021)
Стаття описує поширення коронавірусу тяжкого гострого респіраторного синдрому-2, що спричинив спалах коронавірусної хвороби 2019, у вересні 2021 року. Уперше хвороба була зареєстрована в місті Ухань у КНР у грудні 2019 року.

## Хронологія пандемії

### 1 вересня
- Фіджі підтвердили 290 нових випадків хвороби, загальна кількість випадків зросла до 47006. Повідомлено про 8 нових смертей, загальна кількість смертей зросла до 504. У країні було 17124 активних випадків хвороби.[1]
- В Ірані кількість випадків хвороби перевищила 5 мільйонів.[2]
- Малайзія повідомила про 18762 нові випадки хвороби, загальна кількість випадків зросла до 1765016. Зареєстровано 21073 одужання, що довело загальну кількість одужань до 1482800. Зареєстровано 278 смертей, що збільшило кількість померлих до 169421. Зареєстровано 265274 активні випадки хвороби, з них 1007 у реанімації та 464 на апараті штучної вентиляції легень.[3]
- Нова Зеландія повідомила про 77 нових випадків хвороби, тоді як один випадок, зареєстрований раніше, було перекласифіковано, в результаті чого загальна кількість випадків досягла 3645 (3288 підтверджених і 357 ймовірних). Зареєстровано 3 одужання, загальна кількість одужань зросла до 2895. Кількість померлих залишилася на рівні 26. було 724 активних випадки хвороби (682 з місцевою передачею вірусу та 42 в керованій ізоляції).[4]
- На Філіппінах зареєстровано 2 мільйони випадків хвороби.[5]
- У Сінгапурі повідомили про 180 нових випадків хвороби, у тому числі 177 з місцевою передачею вірусу і 3 завезених, загальна кількість випадків зросла до 67800. Серед випадків місцевої передачі 90 з них не пов'язані між собою.[6] Всього в країні було вакциновано 4515469 осіб, станом на попередній день 4328804 були повністю вакциновані. Кількість померлих залишилась на рівні 55.[7]
- В Україні за добу зареєстровано 2075 нових випадків хвороби та 44 нових смерті, загальна кількість зросла до 2288371 та 53833 відповідно; загалом одужали 2208865 хворих.[8]

### 3 вересня
- Фіджі підтвердили 250 нових випадків хвороби, загальна кількість випадків зросла до 47256. Повідомлено про одну нову смерть, кількість померлих зросла до 505. Було 16267 активних випадків хвороби.[9]
- Малайзія повідомила про 19378 нових випадків хвороби, загальна кількість випадків зросла до 1805382. Зареєстровано 22399 нових одужань, загальна кількість одужань зросла до 1528672. Зареєстровано 330 смертей, кількість померлих зросла до 17521. Зареєстровано 259189 активних випадків хвороби, з них 975 у реанімації та 463 на апараті штучної вентиляції легень.[10]
- Нова Зеландія повідомила про 32 нових випадки хвороби, загальна кількість випадків зросла до 3729 (3372 підтверджених і 357 ймовірних). 47 хворих одужали, загальна кількість одужань зросла до 2958. Кількість померлих залишилася на рівні 26. Було 755 активних випадків хвороби (731 з місцевою передачею вірусу та 24 у керованій ізоляції на кордоні).[11]
- У Сінгапурі повідомили про 219 нових випадків хвороби, у тому числі 216 з місцевою передачею вірусу і 3 завезені, загальна кількість випадків зросла до 68210. З випадків місцевої передачі 109 не пов'язані між собою.[12] Країна вакцинувала загалом 4522530 осіб, станом на попередній день 4344810 осіб були повністю вакциновані. Кількість померлих залишилася на рівні 55.[13]
- Україна повідомила про 2693 нових випадки за добу та 45 нових смертей за добу, загальна кількість випадків зросла до 2293541 та 53922 відповідно; загалом одужали 2210866 хворих.[14]

### 4 вересня
- Фіджі підтвердили 200 нових випадків хвороби і 16537 активних випадків хвороби.[15]
- Малайзія повідомила про 19057 нових випадків хвороби, загальна кількість випадків зросла до 1824439. Зареєстровано 21582 нових одужання, загальна кількість одужань зросла до 1550254. Зареєстровано 362 смерті, кількість померлих зросла до 17883. Зареєстровано 256302 активні випадки хвороби, з них 978 у реанімації та 460 на штучній вентиляції легень.[16]
- Нова Зеландія повідомила про 22 нові випадки хвороби, а 3 раніше зареєстровані випадки були перекласифіковані, що спричинило чисте збільшення на 3, загалом 3748 випадків (3391 підтверджених та 357 ймовірних). Повідомлено про 23 одужання, загальна кількість одужань до 2973. Повідомлено про одну смерть, кількість померлих зросла до 27. Був 751 активний випадок хвороби (728 з місцевою передачею вірусу та 23 на кордоні).[17]
- У Сінгапурі повідомили про 259 нових випадків хвороби, у тому числі 253 з місцевою передачею вірусу і 6 завезених, загальна кількість випадків зросла до 68469. З випадків місцевої передачі 116 не були пов'язані між собою.[18] Країна вакцинувала загалом 4527338 осіб, з яких станом на попередній день 4357467 були повністю вакциновані. Кількість померлих залишилася на рівні 55.[19]
- Україна повідомила про 2614 нових випадків хвороби за добу та 44 нових випадки смерті за добу, загальна кількість зросла до 2296155 і 53966 відповідно; загалом одужали 2212313 хворих.[20]

### 5 вересня
- Фіджі підтвердили 156 нових випадків COVID-19 і 696 одужань. Було 15997 активних випадків хвороби, загальна кількість випадків, пов'язаних із квітневим спалахом, зросла до 47795.[21]
- Німеччина перевищила поріг у 4 мільйони випадків хвороби.[22]
- Малайзія повідомила про 20396 нових випадків хвороби, загальна кількість випадків зросла до 1844835. Зареєстровано 20573 одужання, загальна кількість одужань зросла до 1570827. Зареєстровано 336 смертей, кількість померлих зросла до 18219. Було 255789 активних випадків хвороби, з них 959 у реанімації та 436 на штучній вентиляції легень.[23]
- Нова Зеландія повідомила про 25 нових випадків хвороби, а 5 раніше зареєстрованих випадків були перекласифіковані, що дало чисте збільшення на 20 випадків. Всього було зареєстровано 3768 випадків хвороби (3412 підтверджених та 356 ймовірних). 27 хворих одужали, загальна кількість одужань зросла до 2998. Кількість померлих залишилася на рівні 27. Було 743 активних випадки хвороби (721 з місцевою передачею вірусу та 22 на кордоні).[24]
- У Росії перевищено поріг у 7 мільйонів випадків хвороби.[25]
- Сінгапур повідомив про 191 новий випадок хвороби, у тому числі 186 з місцевою передачею вірусу і 5 завезених, загальна кількість випадків зросла до 68660. Серед випадків місцевої передачі 90 не були пов'язані з іншими випадками.[26] У країні було вакциновано загалом 4531281 особу, станом на попередню добу 4370515 осіб були повністю вакциновані. Кількість померлих залишилася на рівні 55.[27]
- Україна повідомила про 1379 нових випадків хвороби за добу та про 17 нових смертей за добу, загальна кількість зросла до 2297534 та 53983 відповідно; загалом одужали 2212720 хворих.[28]

### 6 вересня
- Фіджі повідомили про 128 нових випадків COVID-19. Повідомлено про 12 смертей, кількість померлих зросла до 520. Повідомлено про 1687 нових одужань. Було 14404 активні випадки хвороби.[29]
- Індія повідомила про 38948 нових випадків хвороби, загальна кількість випадків зросла до 33027621. Повідомлено про 219 смертей, кількість померлих зросла до 440752. Зареєстровано 43903 одужання, загальна кількість одужань зросла до 32181995. Налічувалось 404874 активних випадків хвороби.[30]
- Малайзія повідомила про 17352 нових випадки хвороби, загальна кількість випадків зросла до 1862187. Зареєстровано 20201 одужання, загальна кількість одужань зросла до 1591208. Зареєстровано 272 смерті, кількість померлих зросла до 18491. Зареєстровано 252668 активних випадків хвороби, з них 975 у реанімації та 435 на штучній вентиляції легень.[31]
- Нова Зеландія повідомила про 24 нових випадки хвороби, загальна кількість випадків зросла до 3792 (3436 підтверджених і 356 ймовірних). 38 хворих одужали, загальна кількість одужань зросла до 3036. Кількість померлих залишилася на рівні 27. Налічувалося 729 активних випадків хвороби (704 підтверджених і 25 на кордоні).[32]
- Сінгапур повідомив про 241 новий випадок хвороби, у тому числі 235 з місцевою передачею вірусу і 6 завезених, загальна кількість випадків зросла до 68901. З випадків місцевої передачі 110 не пов'язані між собою.[33] Країна вакцинувала загалом 4533475 осіб, станом на попередню добу 4378769 були повністю вакциновані. Кількість померлих залишилася на рівні 55.[34]
- Україна повідомила про 773 нових випадки за добу та про 18 нових смертей за добу, загальна кількість зросла до 2298307 та 54001 відповідно; загалом одужали 2213177 хворих.[35]
- У Великій Британії кількість випадків хвороби перевищила 7 мільйонів.[36]
- У Сполучених Штатах Америки кількість випадків хвороби перевищила 40 мільйонів.[37]

### 7 вересня
Щотижневий звіт Всесвітньої організації охорони здоров'я:
- Фіджі підтвердили 160 нових випадків COVID-19 і 5 нових смертей.[39]
- Малайзія повідомила про 18457 нових випадків хвороби, загальна кількість випадків зросла до 1880734. Зареєстровано 18902 одужання, загальна кількість одужань зросла до 1609930. Зареєстровано 311 смертей, кількість померлих зросла до 18802. Зареєстровано 252002 активні випадки хвороби, з них 997 у реанімації та 447 на апараті штучної вентиляції легень.[40]
- Нова Каледонія повідомила про 3 випадки дельта-варіанту з місцевою передачею вірусу, що спонукало владу запровадити карантин.[41]
- Нова Зеландія повідомила про 22 нових випадки хвороби, тоді як один раніше зареєстрований випадок було перекласифіковано, внаслідок чого загальна кількість досягла 3813 випадків (3457 підтверджених і 356 ймовірних). 30 хворих одужали, загальна кількість одужань зросла до 3066. Кількість померлих залишилася на рівні 27. Налічувалось 720 активних випадків хвороби (694 підтверджених, 25 на кордоні та один випадок досліджувався).[42]
- У Сінгапурі повідомили про 332 нових випадки хвороби, в тому числі 328 з місцевою передачею вірусу і 4 завезених, загальна кількість випадків зросла до 69233. З випадків місцевої передачі 185 не пов'язані з іншими.[43] Країна вакцинувала загалом 4536986 осіб, станом на попередній день 4385405 осіб були повністю вакциновані. Кількість померлих залишилася на рівні 55.[44]
- Україна повідомила про 2197 нових випадків хвороби за добу та 53 нові смерті за добу, загальна кількість зросла до 2300504 та 54054 відповідно; загалом одужали 2214606 хворих.[45]

### 8 вересня
- На Фіджі підтверджено 3 нові смерті від COVID-19, у тому числі чотиримісячна дитина, внаслідок чого кількість померлих досягла 528. У лікарні перебували 169 хворих.[46]
- Малайзія повідомила про 19730 нових випадків хвороби, загальна кількість випадків зросла до 1895865. Зареєстровано 22701 одужання, загальна кількість одужань зросла до 1632628. Зареєстровано 361 смерть, кількість померлих зросла до 19163 осіб. Зареєстровано 248676 активних випадків хвороби, з них 1282 у реанімації та 744 на штучній вентиляції легень.[47]
- У Новій Каледонії підтверджено загалом 16 активних випадків хвороби, 6 із них перебували у відділенні інтенсивної терапії в Нумеа.[48]
- Нова Зеландія повідомила про 16 нових випадків хвороби, загальна кількість випадків зросла до 3829 (3473 підтверджених і 356 ймовірних). Зареєстровано 78 одужань, загальна кількість одужань зросла до 3144. Кількість померлих залишилася на рівні 27. Налічувалось 658 активних випадків хвороби (21 на кордоні, 636 з місцевою передачею та один випадок досліджувався).[49]
- У Сінгапурі повідомили про 349 нових випадків хвороби, у тому числі 347 з місцевою передачею вірусу і 2 завезених, загальна кількість випадків зросла до 69582.[50] Всього в країні вакциновано 4540422 особи, станом на попередню доби 4391303 особи були повністю вакциновані. Пізніше було підтверджено ще одну смерть, внаслідок чого кількість померлих зросла до 56.[51]
- Україна повідомила про 2772 нові випадки хвороби за день і 60 нових смертей за день, загальна кількість зросла до 2303276 і 54114 відповідно; загалом одужали 2216017 хворих.[52]

### 9 вересня
- На Фіджі підтверджено 179 нових випадків COVID-19 і 403 нові одужання, внаслідок чого кількість активних випадків досягла 13362. Повідомлено про 5 нових смертей.[53]
- Малайзія повідомила про 19307 нових випадків хвороби, загальна кількість випадків зросла до 1919774. Зареєстровано 24835 одужань, внаслідок чого загальна кількість одужань становила 1657486. Зареєстровано 323 смерті, кількість померлих зросла до 19486. Налічувалось 242802 активні випадки хвороби, з них 1310 у реанімації та 737 на штучній вентиляції легень.[54][55]
- Нова Каледонія повідомила про загалом 66 випадків місцевої передачі вірусу, пов'язаних зі спалахом у вересні 2021 року. Органи охорони здоров'я виявили 12 кластерів, контактних осіб просили ізолюватися та пройти тестування.[56]
- Нова Зеландія повідомила про 18 нових випадків хвороби, загальна кількість випадків зросла до 3847 (3491 підтверджених і 356 ймовірних). 51 хворий одужав, загальна кількість одужань зросла до 3195. Кількість померлих залишилася на рівні 27. Налічувалось 625 активних випадків хвороби (603 з місцевою передачею вірусу та 22 на кордоні).[57]
- У Сінгапурі повідомили про 457 нових випадків хвороби, у тому числі 450 з місцевою передачею та 7 завезених, загальна кількість випадків зросла до 70039. Пізніше було підтверджено ще одну смерть, внаслідок чого кількість померлих зросла до 57.[58]
- Україна повідомила про 3663 нові випадки хвороби за добу та 61 нову смерть за добу, загальна кількість зросла до 2306939 та 54175 відповідно; загалом одужали 2217563 хворі.[59]
- За даними Університету Джонса Гопкінса, у світі на той день було зареєстровано понад 200 мільйонів випадків одужання.

### 10 вересня
- Фіджі підтвердили 143 нових випадки COVID-19, загальна кількість випадків хвороби зросла до 48715. Зареєстровано одну смерть, кількість померлих зросла до 534. 93 хворі одужали, внаслідок чого загальна кількість одужань сягнула 34411. Налічувалось 13047 активних випадків хвороби.[60] Пізніше того ж дня було повідомлено про нову смерть, унаслідок чого кількість померлих зросла до 535.[61]
- Малайзія повідомила про 21176 нових випадків хвороби, загальна кількість випадків зросла до 1940950. Зареєстровано 21476 одужань, загальна кількість одужань зросла до 1700438. Зареєстрован 341 смерть, кількість померлих зросла до 19827. Зареєстровано 242161 активний випадок хвороби, з них 1310 у реанімації та 773 на штучній вентиляції легень.[62]
- Нова Каледонія повідомила про першу смерть, пов'язану з COVID-19, 75-річного чоловіка, який помер у лікарні. Було зареєстровано 51 новий випадок хвороби, загальна кількість активних випадків зросла до 117.[63]
- Нова Зеландія повідомила про 19 нових випадків хвороби, загальна кількість випадків зросла до 3866 (3510 підтверджених і 356 ймовірних). Зареєстровано 27 одужань, загальна кількість одужань зросла до 3222. Кількість померлих залишилася на рівні 27. зареєстровано 617 активних випадків хвороби (590 з місцевою передачею вірусу та 27 на кордоні).[64]
- У Сінгапурі повідомили про 573 нові випадки хвороби, в тому числі 568 з місцевою передачею вірусу та 7 завезених, загальна кількість випадків зросла до 70612. Пізніше було підтверджено ще одну смерть, внаслідок чого кількість померлих зросла до 58.[65]
- Україна повідомила про 3615 нових випадків хвороби за добу та 76 нових смертей за добу, загальна кількість зросла до 2310554 та 54251 відповідно; загалом одужали 2218873.[66]

### 11 вересня
- Фіджі підтвердили 143 нові випадки COVID-19, загальна кількість випадків зросла до 48858. Повідомлено про одну нову смерть, кількість померлих зросла до 535. Налічувався 12861 активний випадок хвороби.[67]
- Малайзія повідомила про 19550 нових випадків хвороби, загальна кількість випадків зросла до 1955881. Зареєстровано 21771 одужання, загальна кількість одужань зросла до 1700730. Зареєстровано 592 смерті, кількість померлих зросла до 20419. Налічувавсь 239351 активний випадок хвороби, 548 знаходилися в реанімації та 752 на апараті штучної вентиляції легень.[68]
- Нова Зеландія повідомила про 24 нові випадки хвороби, загальна кількість випадків зросла до 3890 (3534 підтверджених і 356 ймовірних). Один хворий одужав, загальна кількість одужань досягла 3223. Кількість померлих залишилася на рівні 27. Налічувалось 640 активних випадків хвороби (612 з місцевою передачею вірусу та 28 на кордоні).[69]
- Сінгапур повідомив про 555 нових випадків, у тому числі 486 з місцевою передачею вірусу, 64 мешканці гуртожитків і 5 завезених, загальна кількість випадків зросла до 71167.[70]
- Україна повідомила про 3869 нових випадків хвороби за добу та 69 нових смертей за добу, загальна кількість зросла до 2314423 та 54320 відповідно; загалом одужали 2220611 хворих.[71]
- Перші випадки COVID-19 у горил були виявлені у зоопарку Атланти.[72]

### 12 вересня
- Фіджі підтвердили 128 нових випадків COVID-19, загальна кількість випадків зросла до 48986. Повідомлень про нові смерті не надходило, тому кількість померлих залишилася на рівні 535. Налічувалось 12814 активних випадків хвороби.[73]
- Малайзія повідомила про 19193 нові випадки хвороби, загальна кількість випадків зросла до 1975074. Зареєстровано 20980 нових одужань, загальна кількість одужань зросла до 1721710. Зареєстровано 292 смерті, кількість померлих зросла до 20711. Налічувалось 237277 активних випадків хвороби, з них 1338 у реанімації та 721 на апараті штучної вентиляції легень.[74]
- Нова Зеландія повідомила про 24 нові випадки хвороби, загальна кількість випадків зросла до 3913 (3557 підтверджених і 356 ймовірних). Зареєстровано 64 одужання, загальна кількість одужань зросла до 3287. Кількість померлих залишилася на рівні 27. Налічувалось 599 активних випадків хвороби, з них 569 з місцевою передачею вірусу та 30 на кордоні.[75]
- У Сінгапурі повідомили про 520 нових випадків хвороби, у тому числі 450 з місцевою передачею вірусу, 63 мешканці гуртожитку та 3 завезених, загальна кількість випадків зросла до 71687.[76]
- Україна повідомила про 2196 нових випадків хвороби за добу та 22 нові смерті за добу, загальна кількість зросла до 2316619 і 54342 відповідно; загалом одужали 2221110 хворих.[77]
- У Сполучених Штатах Америки кількість випадків хвороби перевищила 41 мільйон.[78]

### 13 вересня
- Бразилія повідомила про 10615 нових випадків COVID-19, перевищивши показник у 21 мільйон випадків. Повідомлено про 293 смерті, кількість померлих зросла до 586851.[79]
- Фіджі підтвердили 127 нових випадків COVID-19. Було повідомлено про 3 смерті, кількість померлих зросла до 538.[80]
- Малайзія повідомила про 16073 нових випадки хвороби, загальна кількість випадків зросла до 1991126. Зареєстровано 24813 одужань, загальна кількість одужань зросла до 1746523. Зареєстровано 413 смертей, кількість померлих зросла до 21124. Налічувалось 228124 активні випадки хвороби, з них 1301 у реанімації та 687 на апараті штучної вентиляції легень.[81][82]
- Нова Зеландія повідомила про 36 нових випадків хвороби, загальна кількість випадків зросла до 3949. Зареєстровано 21 одужання, загальна кількість одужань зросла до 3308. Кількість померлих залишилася на рівні 27. Налічувалось 614 активних випадків хвороби, з них 582 з місцевою передачею вірусу та 32 на кордоні.[83]
- Сінгапур повідомив про 607 нових випадків хвороби, у тому числі 534 з місцевою передачею вірусу, 63 мешканці гуртожитків і 10 завезених, загальна кількість випадків зросла до 72294.[84]
- Україна повідомила про 1205 нових випадків хвороби за день і 18 нових смертей за день, загальна кількість зросла до 2317824 і 54360 відповідно; загалом одужали 2221868 хворих.[85]

### 14 вересня
Щотижневий звіт Всесвітньої організації охорони здоров'я:
- Фіджі підтвердили 131 новий випадок COVID-19, загальна кількість випадків зросла до 49113. Повідомлено про одну нову смерть, кількість померлих зросла до 539. Налічувався 12951 активний випадок хвороби.[87]
- Малайзія повідомила про 15669 нових випадків хвороби, загальна кількістьвипадків зросла до 2,01 мільйона. Зареєстровано 18053 нові одужання, загальна кількість одужань зросла до 1,76 мільйона. Зареєстровано 463 смерті, кількість померлих зросла до 21587. Зареєстровано 225277 активних випадків хвороби, з них 1242 у реанімації та 692 на апараті штучної вентиляції легень.[88][89]
- Нова Каледонія повідомила про 256 нових випадків дельта-варіанту, в результаті чого загальна кількість випадків, пов'язаних із спалахом у вересні 2021 року, досягла 821. 7 хворих перебував у відділенні інтенсивної терапії, 2 хворих померли.[90]
- Нова Зеландія повідомила про 17 нових випадків хвороби, загальна кількість випадків зросла до 3966 (3610 підтверджених і 356 ймовірних). 27 хворих одужали, загальна кількість одужань зросла до 3335. Кількість померлих залишилася 27. Зареєстровано 604 активні випадки хвороби (575 у громаді та 29 на кордоні).[91]
- Сінгапур повідомив про 837 нових випадків хвороби, у тому числі 755 з місцевою передачею вірусу, 77 у мешканців гуртожитків і 5 завезених, загальна кількість випадків зросла до 73131.[92]
- Україна повідомила про 3332 нові випадки хвороби за добу та 97 нових смертей за добу, загальна кількість зросла до 2321156 і 54457 відповідно; загалом одужали 2223272 хворі.[93]

### 15 вересня
- Фіджі підтвердили 146 нових випадків COVID-19, загальна кількість випадків зросла до 49390. Повідомлено про одну нову смерть, кількість померлих зросла до 540. Налічувалось 12870 активних випадків хвороби.[94]
- Малайзія повідомила про 19495 нових випадків хвороби, загальна кількість випадків зросла до 2,03 мільйона. 18760 хворих одужали, загальна кількість одужань зросла до 1,78 мільйона. У реанімації перебували 911 хворих, на штучній вентиляції легень — 414.[95]
- Нова Каледонія повідомила про ще 3 смерті, внаслідок чого кількість померлих зросла до 4. Того ж дня було зареєстровано 329 нових випадків хвороби, 15 хворих перебували в реанімації, загальна кількість випадків зросла до 1150.[96]
- Нова Зеландія повідомила про 17 нових випадків хвороби, загальна кількість випадків зросла до 3981 (3625 підтверджених і 356 ймовірних). Зареєстровано 63 одужання, загальна кількість одужань зросла до 3398. Кількість померлих залишилася на рівні 27. Налічувалось 556 активних випадків хвороби, з них 530 з місцевою передачею вірусу та 26 на кордоні.[97]
- У Сінгапурі повідомили про 807 нових випадків хвороби, у тому числі 770 з місцевою передачею вірусу, 34 мешканці гуртожитків і 3 завезених, загальна кількість випадків зросла до 73938.[98]
- Україна повідомила про 4640 нових випадків хвороби за добу та 93 нові смерті за добу, загальна кількість зросла до 2325796 і 54550 відповідно; загалом одужали 2225130 хворих.[99]

### 16 вересня
- Фіджі підтвердили 197 нових випадків COVID-19, загальна кількість випадків зросла до 49587. Було повідомлено про 4 нові смерті, внаслідок чого кількість померлих сягнула 544. Налічувалось 12978 активних випадків хвороби.[100]
- Малайзія повідомила про 18815 нових випадків хвороби, загальна кількість випадків зросла до 2049750. Крім того, 16939 хворих одужали, а 346 померли. Налічувалось 227120 активних випадків хвороби.[101][102]
- Нова Зеландія повідомила про 18 нових випадків хвороби, загальна кількість випадків зросла до 3999 (3643 підтверджених і 356 ймовірних). Зареєстровано 9 нових одужань, загальна кількість одужань зросла до 3407. Кількість померлих залишилася на рівні 27. Налічувалось 565 активних випадків хвороби (536 з місцевою передачею вірусу та 29 на кордоні).[103]
- Сінгапур повідомив про 910 нових випадків хвороби, у тому числі 803 з місцевою передачею вірусу, 103 у мешканців гуртожитків і 4 завезені, загальна кількість випадків зросла до 74848. Пізніше було підтверджено ще одну смерть, внаслідок чого кількість померлих зросла до 59.[104]
- Україна повідомила про 5744 нові випадки хвороби за добу та 101 нову смерть за добу, загальна кількість зросла до 2331540 та 54651 відповідно; загалом одужали 2226629 хворих.[105]

### 17 вересня
- На Фіджі підтверджено 132 нових випадки хвороби та 3 нових смерті.[106]
- Малайзія повідомила про 17577 нових випадків хвороби, загальна кількість випадків зросла до 2,07 мільйона. Повідомлено про 22970 нових одужань, загальна кількість одужань зросла до 1,82 мільйона.[107]
- Кількість померлих у Новій Каледонії досягла 7, а кількість активних випадків зросла до 2386. У лікарні перебував 161 хворий.[108]
- Нова Зеландія повідомила про 16 нових випадків хвороби, загальна кількість випадків зросла до 4014 (3658 підтверджених і 356 ймовірних). Зареєстровано 91 одужання, загальна кількість одужань зросла до 3498. Кількість померлих залишилася на рівні 27. Налічувалось 489 активних випадків хвороби (457 з місцевою передачею вірусу та 32 на кордоні).[109]
- Сінгапур повідомив про 935 нових випадків хвороби, у тому числі 838 з місцевою передачею вірусу, 96 мешканців гуртожитку та один завезений, загальна кількість одужань зросла до 75783.[110]
- Україна повідомила про 6624 нові випадки хвороби за добу та 99 нових смертей за добу, загальна кількість зросла до 2338164 та 54750 відповідно; загалом одужали 2228543 хвороби.[111]
- Сполучені Штати Америки повідомили про 4605 нових смертей, що стало третім показником за кількістю смертей за день з початку пандемії, внаслідок чого загальна кількість смертей досягла 637479.
- Американська активістка та інформаторка Челсі Меннінг отримала позитивний тест на COVID-19, незважаючи на повну вакцинацію.[112]

### 18 вересня
- Американське Самоа підтвердило перший випадок COVID-19 на островах. Всього на території островів було завеєстровано 5 випадків хвороби.[113]
- Фіджі підтвердили 161 новий випадок хвороби і 10 нових одужань, загальна кількість активних випадків зросла до 12985.[114]
- Малайзія повідомила про 15549 нових випадків хвороби, загальна кількість випадків зросла до 2078188. Зареєстровано 17205 одужань, загальна кількість одужань зросла до 1840450. Зареєстровано 324 смерті, кількість померлих зросла до 23067.[115]
- Кількість померлих на території Нової Каледонії зросла до 24. У лікарнях перебувало 211 хворих, у тому числі 29 у реанімації.[116]
- Нова Зеландія повідомила про 24 нових випадки хвороби, загальна кількість випадків зросла до 4038 (3682 підтверджених і 356 ймовірних). Зареєстровано 93 одужання, загальна кількість одужань зросла до 3591. Кількість померлих залишилася на рівні 27. Налічувалось 420 активних випадків хвороби (386 з місцевою передачею вірусу та 34 на кордоні).[117]
- Сінгапур повідомив про 1009 нових випадки хвороби, включаючи 926 з місцевою передачею вірусу, 78 мешканців гуртожитків і 5 завезених. Пізніше було підтверджено ще одну смерть, внаслідок чого кількість померлих зросла до 60.[118]
- В Україні за день зареєстровано 6234 нових випадків хвороби та 79 нових смертей, загальна кількість зросла до 2344398 і 54829 відповідно; загалом одужали 2230306 хворих.[119]
- У Сполучених Штатах Америки кількість випадків перевищила 42 мільйони.

### 19 вересня
- Фіджі повідомили про 79 нових випадків хвороби, загальна кількість випадків зросла до 49959. 82 хворі одужали, загальна кількість активних випадків зросла до 12981. Кількість померлих зросла до 566.[120]
- Малайзія повідомила про 14954 нові випадки, загальна кількість випадків зросла до 2097830. Зареєстровано 23469 одужань, загальна кількість одужань зросла до 1863919. Зареєстровано 376 смертей, кількість померлих зросла до 23443.[121]
- Нова Зеландія повідомила про 24 нових випадки хвороби, загальна кількість випадків зросла до 4060 (3704 підтверджених і 356 ймовірних). Зареєстровано 48 одужань, внаслідок чого загальна кількість одужань зросла до 3639. Кількість померла залишилася на рівні 27. Налічувались 394 активні випадки хвороби (361 з місцевою передачею вірусу та 33 на кордоні).[122] Пізніше того ж дня було зареєстровано 3 випадки хвороби в Каяуа/Вакатіва в окрузі Ваїкато. Усі ці випадки були членами сім'ї ув'язненого з в'язниці Маунт-Іден, у якого того самого дня був позитивний тест на COVID-19.[123]
- У Сінгапурі повідомили про 1012 нових випадків хвороби, у тому числі 919 з місцевою передачею вірусу, 90 мешканців гуртожитків і 3 завезені, загальна кількість випадків зросла до 77804.[124]
- Україна повідомила про 3983 нові випадки хвороби за добу та 46 нових смертей за добу, загальна кількість випадків зросла до 2348381 та 54875 відповідно; загалом одужали 2230852 хворі.[125]
- Американський стендап-комік Кріс Рок отримав позитивний тест на COVID-19. У його останньому твіті про діагноз він закликав усіх зробити щеплення.[126]

### 20 вересня
- Фіджі підтвердили 121 новий випадок хвороби, загальна кількість випадків зросла до 50080. 134 хворі одужали, внаслідок чого загальна кількість одужань зросла до 36145. Кількість померлих зросла до 575. Налічувалось 12948 активних випадків хвороби.[127]
- Малайзія повідомила про 14345 нових випадків хвороби, загальна кількість випадків зросла до 2112175. Зареєстровано 16814 одужань, загальна кількість одужань зросла до 1880733. Зареєстровано 301 смерть, кількість померлих зросла до 23744.[128]
- Нова Зеландія повідомила про 23 нових випадки хвороби, загальна кількість випадків зросла до 4082 (3725 підтверджених і 356 ймовірних). Зареєстровано 6 одужань, внаслідок чого загальна кількість одужань зросла до 3645. Кількість померлих залишилася на рівні 27. Налічувалось 410 активних випадків хвороби (376 з місцевою передачею вірусу та 34 на кордоні).[129]
- Сінгапур повідомив про 917 нових випадків хвороби, у тому числі 832 з місцевою передачею вірусу, 78 мешканців гуртожитків і 7 завезених, загальна кількість випадків зросла до 78721. Було підтверджено 2 смерті, кількість померлих зросла до 62.[130]
- Україна повідомила про 2265 нових випадків хвороби за добу та 44 нові смерті за добу, загальна кількість зросла до 2350646 і 54919 відповідно; загалом одужали 2231417 хворих.[131]

### 21 вересня
Щотижневий звіт Всесвітньої організації охорони здоров'я:
- Фіджі підтвердили 118 нових випадків хвороби, загальна кількість випадків зросла до 50198. Зареєстровано 113 нових одужань, загальна кількість одужань зросла до 36258. Було повідомлено про одну смерть, кількість померлих зросла до 576. Налічувалось 12948 активних випадків хвороби.[133]
- Малайзія повідомила про 15759 нових випадків хвороби, загальна кількість випадків зросла до 2127934. Повідомлено про 16650 одужань та 334 смерті. Налічувалось 206473 активні випадки хвороби, з них 1116 в реанімації та 635 на штучній вентиляції легень.[134][135]
- Нова Зеландія повідомила про 15 нових випадків хвороби, загальна кількість випадків зросла до 4095 (3739 підтверджених і 356 ймовірних). Зареєстровано 98 одужань, загальна кількість одужань зросла до 3743. Кількість померлих залишилася на рівні 27. Налічувалось 325 активних випадків хвороби (294 з місцевою передачею вірусу та 31 на кордоні).[136]
- Сінгапур повідомив про 1178 нових випадків хвороби, у тому числі 1038 з місцевою передачі вірусу, 135 мешканців гуртожитків і 5 завезених, загальна кількість випадків зросла до 79899. Було підтверджено 3 смерті, кількість померлих зросла до 65.[137]
- Україна повідомила про 5159 нових випадків хвороби за добу та 137 нових смертей за добу, загальна кількість зросла до 2355805 і 55056 відповідно; загалом одужали 2233573 хворі.[136]

### 22 вересня
- Фіджі підтвердили 72 нових випадки хвороби, загальна кількість випадків зросла до 50200. Зареєстровано 32 одужання, загальна кількість одужань зросла до 36290. Повідомлено про 3 смерті, загальна кількість померлих зросла до 579. Налічувались 12982 активні випадки хвороби.[138]
- Малайзія повідомила про 14990 нових випадків хвороби, загальна кількість випадків зросла до 2142924. Зареєстровано 19702 одужання, загальна кількість одужань зросла до 1917085. Повідомлено про 487 смертей, кількість померлих зросла до 24565. Налічувались 201274 активні випадки хвороби, з них 1115 у реанімації та 618 на штучній вентиляції легень.[139]
- У Новій Каледонії зареєстровано 16 нових смертей. 52 хворих перебували в реанімації, загалом були госпіталізовані 323 хворих.[140]
- Нова Зеландія повідомила про 24 нові випадки хвороби, загальна кількість випадків зросла до 4119 (3763 підтверджених і 356 ймовірних). Зареєстровано 48 одужань, внаслідок чого загальна кількість одужань зросла до 3791. Кількість померлих залишилася на рівні 27. Налічувався 301 активний випадок хвороби (272 з місцевою передачею вірусу та 29 на кордоні).[141]
- У Сінгапурі повідомили про 1457 нових випадків хвороби, у тому числі 1277 з місцевою передачею вірусу, 176 у гуртожитках і 4 завезених, загальна кількість зросла до 81356. Було підтверджено 3 смерті, кількість померлих зросла до 68.[141]
- Україна повідомила про 6754 нові випадки хвороби за добу та 105 нових смертей за добу, загальна кількість зросла до 2362559 та 55161 відповідно; загалом одужали 2235668 хворих.[142]
- Міністр охорони здоров'я Бразилії Марсело Кейрога отримав позитивний результат на COVID-19 в ООН.[143]

### 23 вересня
- Канадська провінція Онтаріо повідомила про 677 нових випадків хвороби, включаючи 122 випадки в школах Онтаріо.[144][145][146][147]
- Фіджі підтвердили 177 нових випадків хвороби, включаючи 2 випадки на кордоні з карантином, кількість активних випадків зросла до 12979. Також повідомлено про 4 смерті і 170 нових одужань.[148]
- Малайзія повідомила про 13754 нові випадки хвороби, загальна кількість випадків зросла до 2156678.[149]
- Нова Зеландія повідомила про 17 нових випадків хвороби, загальна кількість випадків зросла до 4135 (3779 підтверджених і 356 ймовірних). Повідомлено про 28 одужань, загальна кількість одужань зросла до 3819. Кількість померлих залишилася на рівні 27. Налічувалось 289 активних випадків хвороби (261 з місцевою передачею вірусу та 28 на кордоні).[150]
- Сінгапур повідомив про 1504 нові випадки хвороби, включаючи 1218 з місцевою передачею вірусу, 273 мешканці гуртожитків і 13 завезених, загальна кількість випадків зросла до 82860. Було підтверджено 2 смерті, кількість померлих зросла до 70.[151]
- Україна повідомила про 7866 нових випадків хвороби за добу та 123 нові смерті за добу, загальна кількість зросла до 2370425 і 55284 відповідно; загалом одужали 2237973 хворих.[152]

### 24 вересня
- Фіджі підтвердили 93 нових випадки хвороби. Померла 73-річна жінка, внаслідок чого кількість померлих зросла до 584.[153]
- Малайзія повідомила про 14554 нові випадки хвороби, загальна кількість випадків зросла до 2171232. Зареєстровано 16751 одужання, загальна кількість одужань зросла до 1950464. Зареєстровано 250 смертей, кількість померлих зросла до 24931.[154]
- Нова Зеландія повідомила про 10 нових випадків хвороби, загальна кількість випадків зросла до 4144 (3788 підтверджених і 356 ймовірних). 42 хворі одужали, внаслідок чого загальна кількість одужань склала 3861. Кількість померлих залишилася на рівні 27. Налічувалося 256 активних випадків хвороби (228 з місцевою передачею вірусу та 28 на кордоні).[155]
- Сінгапур повідомив про 1650 нових випадків хвороби, включаючи 1369 з місцевою передачею вірусу, 277 мешканців гуртожитків і 4 завезених, загальна кількість зросла до 84510. Було підтверджено 3 смерті, кількість померлих зросла до 73.[156]
- Україна повідомила про 9058 нових випадків хвороби за добу та 140 нових смертей за добу, загальна кількість зросла до 2379483 та 55424 відповідно; загалом одужали 2240388 хворих.[157]
- Кількість смертей від COVID-19 у Сполучених Штатах Америки перевищує кількість смертей під час пандемії іспанського грипу 1918 року.[158]

### 25 вересня
- На Фіджі підтверджено 160 нових випадків хвороби, 84 нових одужання та 6 нових смертей. Налічувалось 13067 активних випадків хвороби.[159]
- Малайзія повідомила про 13899 нових випадків хвороби, загальна кількість випадків зросла до 2185131.[160] 18074 хворі одужали.[161]
- Нова Зеландія повідомила про 18 нових випадків хвороби, загальна кількість випадків зросла до 4162. Зареєстровано 24 одужання, загальна кількість одужань зросла до 3885. Кількість померлих залишилася на рівні 27. Налічувалось 250 активних випадків хвороби (225 з місцевою передачею вірусу та 25 на кордоні).[162]
- Сінгапур повідомив про 1443 нових випадки хвороби, включаючи 1053 з місцевою передачею вірусу, 317 у мешканців гуртожитків і 19 завезених, загальна кількість випадків зросла до 85953. Було підтверджено 3 смерті, кількість померлих зросла до 76.[163]
- Україна повідомила про 8267 нових випадків хвороби за добу та 133 нові смерті на добу, загальна кількість зросла до 2387750 і 55557 відповідно; загалом одужали 2243209 хворих.[164]

### 26 вересня
- Фіджі підтвердили 54 нових випадки хвороби, загальна кількість випадків зросла до 50685. Було зареєстровано 99 нових одужань, але не було жодної смерті.[165]
- Малайзія повідомила про 13104 нові випадки хвороби, загальна кількість випадків зросла до 2198235. Повідомлено про 278 смертей, кількість померлих зросла до 25437. Всього одужали 1989509 хворих.[166][167]
- Нова Зеландія повідомила про 21 новий випадок хвороби, загальна кількість випадків зросла до 4183 (3827 підтверджених і 356 імовірних). Зареєстровано 46 одужань, внаслідок чого загальна кількість одужань зросла до 3931. Кількість померлих залишилася на рівні 27. Налічувалось 225 активних випадків (12 на кордоні та 213 з місцевою передачею вірусу).[168]
- Сінгапур повідомив про 1939 нових випадків хвороби, у тому числі 1536 з місцнвою передачею вірусу, 398 мешканців гуртожитків і 5 завезених, загальна кількість випадків зросла до 87892. Було підтверджено 2 смерті, кількість померлих зросла до 78.[169]
- Україна повідомила про 4647 нових випадків хвороби за добу та 69 нових смертей за добу, загальна кількість зросла до 2392397 та 55626 відповідно; загалом одужали 2244192 хворі.[170]
- У Сполучених Штатах Америки кількість випадків хвороби перевищила 43 мільйони, а кількість смертей перевищила 700 тисяч.[171]

### 27 вересня
- Фіджі повідомили про 52 нових випадки хвороби, загальна кількість випадків зросла до 50807. Повідомлено про 2 нові смерті.[172]
- Малайзія повідомила про 10959 нових випадків хвороби, загальна кількість випадків зросла до 2209194. 16430 хворих одужали, внаслідок чого загальна кількість одужань досягла 2005942. У реанімації перебувли 980 хворих, на штучній вентиляції легень — 579.[173]
- Нова Зеландія повідомила про 12 нових випадків хвороби, загальна кількість випадків зросла до 4194 (3838 підтверджених і 356 імовірних). Зареєстровано 14 нових одужань, загальна кількість одужань зросла до 3945. Кількість померлих залишилася на рівні 27. Налічувалось 222 активних випадки хвороби (211 з місцевою передачею вірусу та 11 на кордоні).[174]
- Сінгапур повідомив про 1647 нових випадків хвороби, у тому числі 1280 з місцевою передачею вірусу, 362 мешканці гуртожитків і 5 завезених, загальна кількість випадків зросла до 89539. Було підтверджено 2 смерті, кількість померлих зросла до 80.[175]
- Україна повідомила про 3007 нових випадків хвороби за день і 94 нові смерті за день, загальна кількість зросла до 2395404 і 55720 відповідно; загалом одужали 2245144 хворі.[176]

### 28 вересня
Щотижневий звіт Всесвітньої організації охорони здоров'я:
- Фіджі підтвердили 65 нових випадків хвороби, загальна кількість випадків зросла до 50872. Повідомлено про 29 нових смертей, кількість померлих зросла до 621. Налічувалось 12869 активних випадків хвороби.[178]
- Малайзія повідомила про 11332 нові випадки хвороби, загальна кількість випадків до 2220526. Зареєстровано 14160 нових одужань, загальна кількість одужань зросла до 2020099. Повідомлено про 240 смертей, кількість померлих зросла до 25935 осіб. Налічувалось 174492 активних випадків хвороби, з них 848 у реанімації та 369 на апараті штучної вентиляції легень.[179]
- Нова Зеландія повідомила про 12 нових випадків хвороби, загальна кількість випадків зросла до 4204 (3848 підтверджених і 356 імовірних). Зареєстровано 16 нових одужань, загальна кількість одужань зросла до 3961. Кількість померлих залишилася на рівні 27. Налічувались 216 активних випадків хвороби (202 з місцевою передачею вірусу та 14 на кордоні).[180]
- У Сінгапурі повідомили про 2236 нових випадків хвороби, у тому числі 1711 з місцевою передачею вірусу, 515 у гуртожитках і 10 завезених, загальна кількість зросла до 91775. Було підтверджено 5 смертей, кількість померлих зросла до 85.[181]
- Україна повідомила про 6552 нові випадки хвороби за добу та 143 нові смерті за добу, загальна кількість зросла до 2401956 і 55863 відповідно; загалом одужали 2248071 пацієнт.[182]

### 29 вересня
- Фіджі підтвердили 81 новий випадок хвороби і 57 нових одужань, кількість активних випадків зросла до 12881. Повідомлено про 3 смерті, внаслідок чого кількість померлих досягла 624. Загалом 471 хворий з COVID-19 помер від серйозних захворювань, не пов'язаних із COVID-19.[183]
- Ірак повідомив про 2254 нові випадки хвороби, загальна кількість випадків зросла до 2000869. Повідомлено про 34 смерті, кількість померлих зросла до 22221. Повідомлено про 3389 одужань, загальна кількість одужань зросла до 1907411.[184]
- Малайзія повідомила про 12434 нові випадки хвороби, загальна кількість випадків зросла до 2232960. 17 тисяч хворих одужали, загальна кількість одужань зросла до 2037099.[185]
- У Нідерландах кількість випадків COVID-19 перевищила 2 мільйони.[186]
- Нова Зеландія повідомила про 45 нових випадків хвороби, загальна кількість випадків зросла до 4248 (3892 підтверджених і 356 ймовірних). 4 хворих одужали, загальна кількість одужань зросла до 3965. Кількість померлих залишилася на рівні 27. Налічувались 256 активних випадків хвороби (243 з місцевою передачею вірусу та 13 на кордоні).[187]
- Сінгапур повідомив про 2268 нових випадків хвороби, у тому числі 1810 з місцевою передачею вірусу, 448 мешканців гуртожитків і 10 завезених, загальна кількість випадків зросла до 94043. Було підтверджено 8 смертей, кількість померлих зросла до 93.[188]
- Україна повідомила про 9666 нових випадків хвороби за добу та 217 нових смертей за добу, загальна кількість випадків зросла до 2411622 та 56080 відповідно; загалом одужали 2251352 хворі.[189]

### 30 вересня
- Фіджі підтвердили 70 нових випадків хвороби, кількість активних випадків хвороби зросла до 12841. До лікарень госпіталізовано 83 хворих на COVID-19. Загалом у крані було зареєстровано 51023 випадки хвороби.[190]
- Малайзія повідомила про 12735 нових випадків хвороби, загальна кількість випадків зросла до 2245695. Повідомлено про 17725 одужань, загальна кількість одужань зросла до 2054824.[191]
- Нова Зеландія повідомила про 25 нових випадків хвороби, загальна кількість випадків зросла до 4273 (3917 підтверджених і 356 імовірних). 9 хворих одужали, внаслідок чого загальна кількість одужань досягла 3974. Кількість померлих залишилася на рівні 27. Налічувалось 272 активні випадки хвороби (256 з місцевою передачею вірусу та 16 на кордоні).[192]
- У Сінгапурі повідомили про 2478 нових випадків хвороби, у тому числі 2022 з місцевою передачею вірусу, 452 мешканці гуртожитків і 4 завезені, загальна кількість випадків зросла до 96521. Було підтверджено 2 смерті, кількість померлих зросла до 95.[193]
- Україна повідомила про 11757 нових випадків хвороби за добу та 194 нові смерті за добу, загальна кількість зросла до 2423379 і 56274 відповідно; загалом одужав 2255191 хворий.[194]

## Резюме
Країни та території, які підтвердили перші випадки захворювання протягом вересня 2021 року:
| Дата       | Країна або територія |
| ---------- | -------------------- |
| 18 вересня | Американське Самоа   |

Станом на кінець вересня лише такі країни та території не повідомляли про випадки зараження SARS-CoV-2:
Азія
- Кокосові острови
- Острів Різдва
- Північна Корея
- Туркменістан

Європа
- Шпіцберген ( Норвегія)

Океанія
- Острови Кука
- Науру
- Ніуе
- Острів Норфолк
- Піткерн
- Токелау
- Тонга
- Тувалу